# Żydowska narzeczona
Żydowska narzeczona – obraz holenderskiego malarza Rembrandta. Dzieło często występuje pod tytułem Portret dwóch osób ze Starego Testamentu. Należy je odróżnić od portretu Dziewczyna w ramie obrazu czasem także nazywanego Żydowską narzeczoną
Swoją nazwę zyskał na początku XIX wieku, za sprawą amsterdamskiego kolekcjonera sztuki Van der Hoopa, który zinterpretował obraz jako scenę rodzajową ukazującą ojca nakładającego naszyjnik córce. Te przypuszczenia wynikały z faktu, że Rembrandt utrzymywał bliskie kontakty z gminą żydowską w Amsterdamie i chętnie rysował ich przedstawicieli. W późniejszych latach znawcy twórczości Rembrandta w różny sposób interpretowali postacie przedstawione przez mistrza. Dopatrywano się w nich Tytusa (1641–1668) – ukochanego syna Rembrandta – oraz jego żony Magdaleny van Loo (1641–1669). Inna interpretacja mówiła, iż jest to scena ze sztuki teatralnej.
Obecnie przyjmuje się, że dzieło może przedstawiać którąś z biblijnych par: Tobiasza i Sarę lub Judę i Tamarę. Jednakże na podstawie szkicu przygotowawczego, znajdującego się obecnie w prywatnej kolekcji w Nowym Jorku, najbardziej prawdopodobne jest, iż zakochana para to biblijny Izaak i Rebeka. Według Biblii Izaak, mieszkając wśród Filistynów, przedstawiał swoją żonę jako siostrę, a ich kontakt intymny był możliwy tylko wówczas, gdy nikt tego nie widział. Pierwotnie parę podglądał król Abimelek, został on jednak zamalowany przez malarza. Przedstawiona para stanowi więc syntezę lub też uosobienie zmysłowej i duchowej miłości, skrywanej, lecz widocznej w każdym geście. Efekt potęgują złociste barwy i kolorystyka szat oraz klejnotów. Farba była nakładana szpachlą i nożem, mieszała się na płótnie, dając efekt iskrzenia, a ich wielobarwność potęguje wyrażone uczucie miłości.
Czuły gest kochanka jest często przyrównywany do ojcowskiego gestu znanego z innego obrazu pt. Powrót syna marnotrawnego.